# بروتين زنك الإصبع 692
بروتين زنك الإصبع 692 (بالإنجليزية: Zinc finger protein 692)‏ هوَ بروتين يُشَفر بواسطة جين ZNF692 في الإنسان.